# Миягава Иссё
Миягава Иссё (яп. 宮川一笑 миягава иссё:) 1689 — 1780 — японский художник, работавший в жанре укиё-э, в основном изображал красавиц. Обычное имя — Кихэйдзи (яп.  喜平治).
Кихэйдзи родился в 1689 году (2-й год периода Гэнроку). Иссё — один из его псевдонимов, также был известен под именами Кохэнсай (яп. 湖辺斎) и Соган (яп. 蘇丸).
Жил в токийском районе Тамати, один из двух любимых учеников Миягавы Тёсюна вместе с Миягавой Тёки. Кихэйдзи также работал в жанре сюнга. В 1752 был изгнан на остров Ниидзима после убийства художника Кано Сюнги (яп. 狩野春賀 кано сюнга) в результате конфликта учеников Миягавы со школой Кано относительно оплаты реставрационных работ в Мавзолее Никко. В ссылке использовал псевдоним Фудзивара Андо (яп. 藤原安道). Кихэйдзи в своих работах изображал не только мужчин и женщин, но и мужчин отдельно. К примеру он изображал самурая, а также актера, переодетого женщиной.
Умер 20 января 1780 года в возрасте 90 или 91 года.

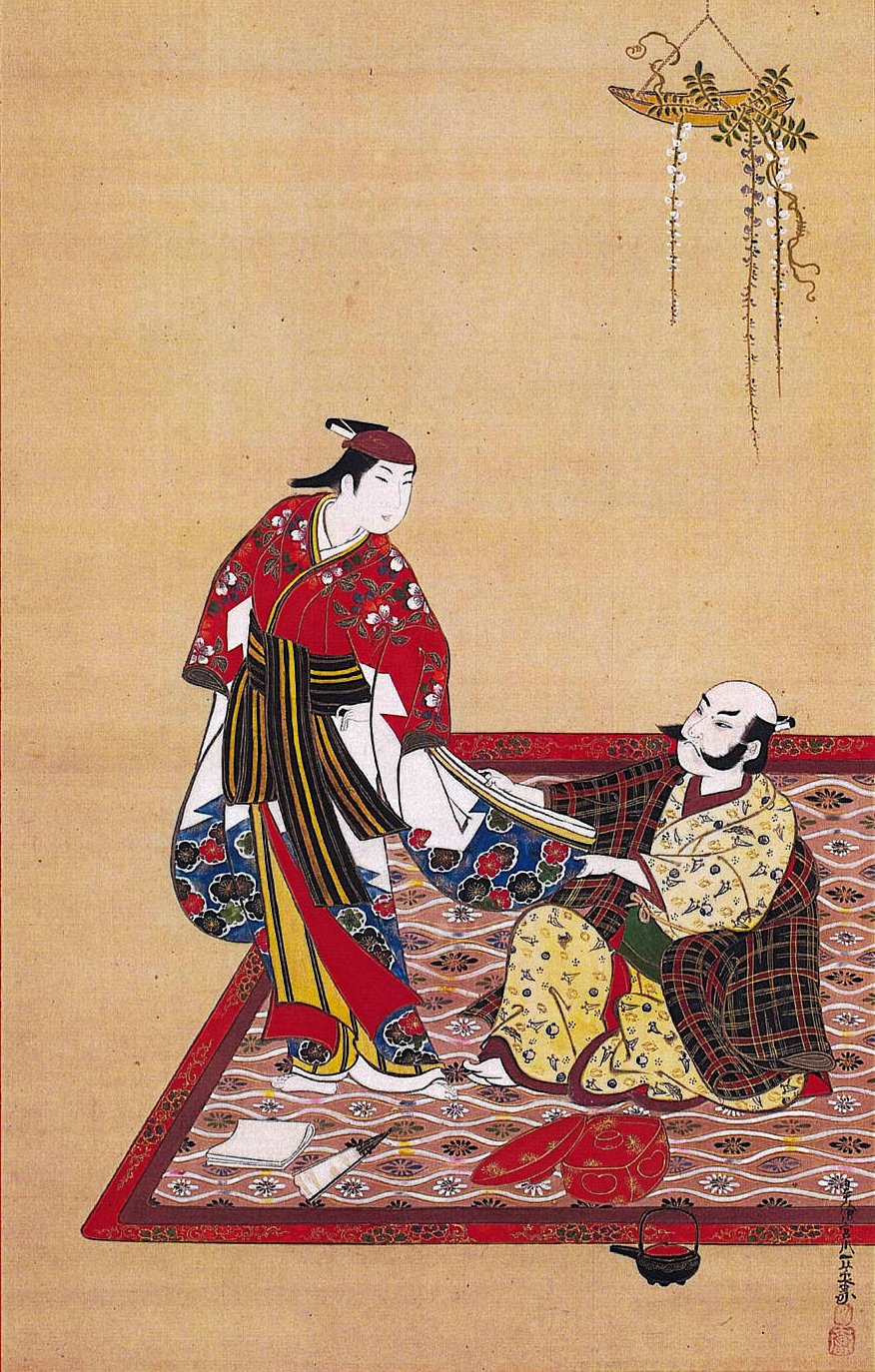
Усач, докучающий юному красавцу
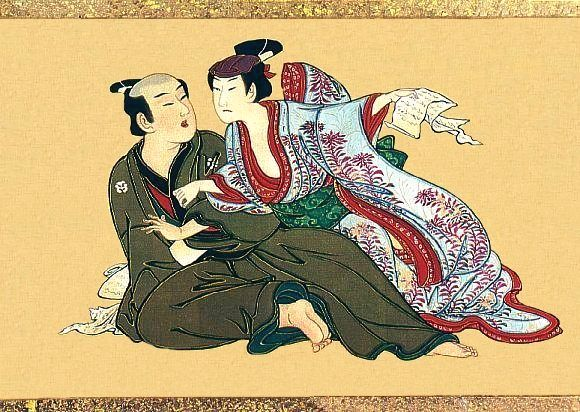
Сюнга. Ревнивый актёр-оннагата с любовником.
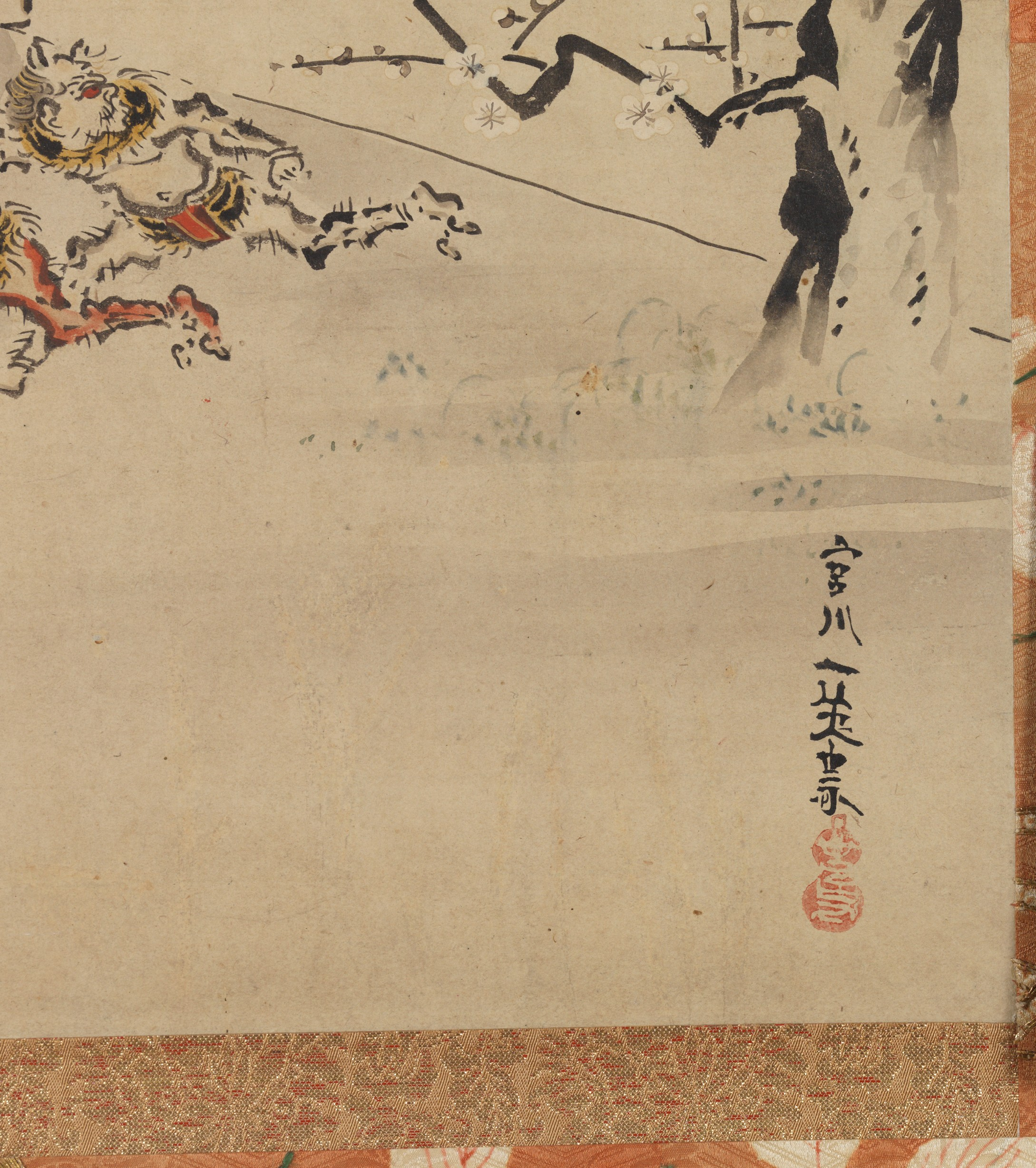
Подпись Миягавы Иссё на картине «Куртизанки Симабары изгоняют демонов».
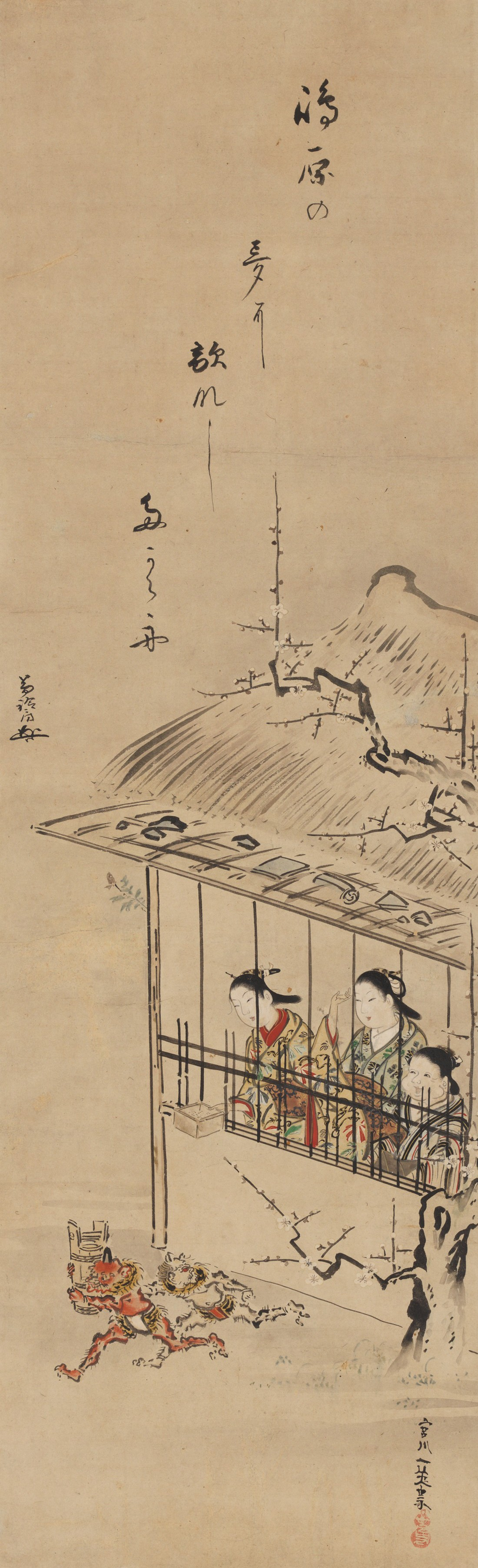